# Eriopyga taciturna
Eriopyga taciturna là một loài bướm đêm trong họ Noctuidae.